# Pierre Colnard
Pierre Colnard, né le 18 février 1929 à Liffol-le-Petit et mort le 30 mars 2018 à Bar-le-Duc,, est un athlète français, spécialiste du lancer du poids.

## Biographie
Il est licencié au CASG Paris de 1956 à 1964, à l'Asnières Sport de 1965 à 1967, à l'US Nemours de 1968 à 1970, et à l'US Melun de 1971 à 1979 (soit une longévité athlétique de près d'un quart de siècle). 
Avec Pierre Alard (disque), Michel Macquet (javelot) et Guy Husson (marteau), il forme le Quatuor des mousquetaires du lancer français dans les années 1960.
Il est le premier lanceur français à dépasser les 17 mètres en 1961, les 18 mètres en 1965 et les 19 mètres en 1968.
Il compte 61 sélections en équipe de France A, de 1959 (à 29 ans) à 1973 (à 44 ans).
Après avoir servi l'Armée en Indochine, il est garde républicain.
Il meurt le 30 mars 2018 à l'âge de 89 ans.

## Palmarès

### International
| Date | Compétition                    | Lieu      | Résultat | Marque  |
| ---- | ------------------------------ | --------- | -------- | ------- |
| 1965 | Coupe d'Europe des nations     | Stuttgart | 3e       | 18,04 m |
| 1966 | Championnats d'Europe          | Budapest  | 7e       | 18,15 m |
| 1968 | Jeux européens en salle        | Madrid    | 7e       | 18,02 m |
| 1968 | Jeux olympiques                | Mexico    | 9e       | 18,79 m |
| 1969 | Championnats d'Europe          | Athènes   | 5e       | 19,06 m |
| 1970 | Championnats d'Europe en salle | Vienne    | 3e       | 18,96 m |
| 1970 | Coupe d'Europe des nations     | Budapest  | 3e       | 19,44 m |

- Jeux de la Communauté francophone : 2e en 1961
- Match des 6 Nations: 2e en 1965, 3e en 1963 et 1968

### National
- Champion de France à 10 reprises, dont 8 en senior : 1960, 1961, 1963, 1965, 1966, 1967, 1969 et 1970[3].

## Records
- Recordman de France à 18 reprises de 1960 à 1971[4], dont
  - plein air : 19,77 m en 1970
  - en salle : 19,21 m en 1971
- Recordman de France vétérans (40 ans ou plus) à compter de 1970, et (45 ans ou plus) à compter de 1976.